# 파주시티 U-15
파주시티 U-15는 경기도 파주에 위치한 under-15 형태의 유소년 축구단으로 과거 광탄중학교의 축구부으로 활동했었다.

## 출신 선수
- 이광인

## 같이 보기
- 광탄중학교